# Децентрация
Децентрация (от лат. de — приставка, означающая удаление, отмену + лат. centrum — центр) — характеристика мышления, способность индивида видеть различные точки зрения на объект. Другими словами, объект или явление человек рассматривает не только со своей собственной позиции, но и с позиции другого человека. Термин введен в психологию Жаном Пиаже для описания развития детского мышления. Децентрация является результатом преодоления эгоцентризма мышления и окончательно формируется к возрасту 11–12 лет.

## Формирование
В ведущем типе деятельности ребенка-дошкольника (то есть в ролевой коллективной игре) происходят основные процессы, связанные с преодолением «познавательного эгоцентризма». Частое переключение с одной роли на другую в разнообразных играх детей, а также переход с позиции ребенка на позицию взрослого приводят к систематическому «расшатыванию» представлений ребенка об абсолютности своего положения в мире вещей и людей и создает условия для координации разных позиций, что и приводит к формированию децентрации.
Примером децентрации может служить ситуация, когда ребенок способен показать свою правую руку, и, глядя на стоящего напротив него человека, сможет сказать, где его правая рука, сумев встать на другую позицию как в социальном, так и в геометрическом смысле.

## Исследование
В. А. Недоспасовой был проведен эксперимент, основой для которого стал тест Ж. Пиаже о трех братьях («Было три брата: Миша, Петя и Слава. Сколько братьев у Миши, у Пети, у Славы?»). Одному из детей предлагалось занять позицию каждого из братьев и ответить на вопросы с этих позиций. Ему приходилось принимать во внимание то, как выглядит ситуация с точки зрения других братьев.
Таким образом, когда ребёнок старается увидеть ситуацию глазами другого человека, он преодолевает эгоцентризм мышления и становится способным рассуждать об объекте, оперируя различными мнениями.

## Психологический смысл
Переход от эгоцентризма к децентрации является важным этапом развития детского мышления, так как является одним из элементов, обеспечивающих психологическую готовность к школе вместе с формированием произвольного поведения и овладением средствами и эталонами познавательной деятельности.